# Jeleni Róg
Jeleni Róg – osada leśna w Polsce położona w województwie zachodniopomorskim, w powiecie wałeckim, w gminie Człopa. Miejscowość wchodzi w skład sołectwa Załom.
W latach 1975–1998 miejscowość należała administracyjnie do województwa pilskiego.